# سيلينة عريضة الأوراق
السيلينة عريضة الأوراق (باللاتينية: Silene latifolia) نوع نباتي يتبع جنس السيلينة من الفصيلة القرنفلية.

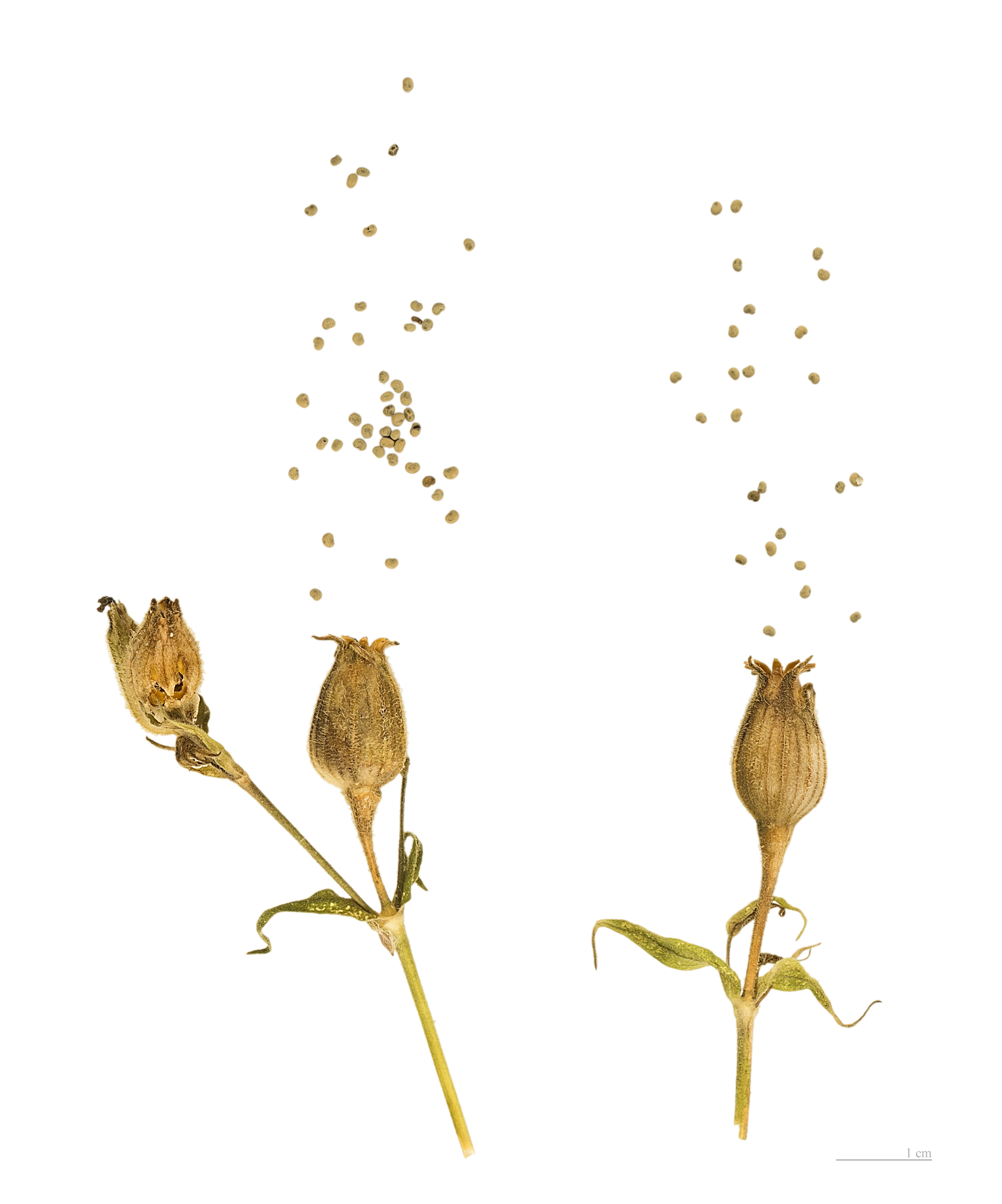
السيلينة عريضة الأوراق

## الموئل والانتشار
موطنها المشرق العربي والمغرب العربي ومعظم مناطق أوروبا.

## مرادفات للاسم العلمي
- (باللاتينية: Lychnis alba Mill.)
- (باللاتينية: Lychnis divaricata Rchb.)
- (باللاتينية: Lychnis macrocarpa Boiss. & Reut.)
- (باللاتينية: Lychnis vespertina Sibth., nom. illeg.)
- (باللاتينية: Melandrium album (Mill.) Garcke)
- (باللاتينية: Melandrium boissieri Schischk.)
- (باللاتينية: Melandrium divaricatum (Rchb.) Fenzl)
- (باللاتينية: Melandrium eriocalycinum Boiss.)
- (باللاتينية: Melandrium latifolium (Poir.) Maire)
- (باللاتينية: Melandrium macrocarpum (Boiss.) Willk.)
- (باللاتينية: Melandrium marizianum Gand.)
- (باللاتينية: Melandrium pratense (Rafn) Röhl.)
- (باللاتينية: Silene alba (Mill.) E. H. L. Krause, nom. illeg.)
- (باللاتينية: Silene pratensis (Rafn) Godr.)
- (باللاتينية: Melandrium album (Mill.) Garcke subsp. album)
- (باللاتينية: Melandrium album subsp. divaricatum (Rchb.) Grande)
- (باللاتينية: Melandrium album subsp. divaricatum (Rchb.) Hayek)
- (باللاتينية: Melandrium album subsp. eriocalycinum (Boiss.) Hayek)
- (باللاتينية: Melandrium album subsp. eu-album Hayek)
- (باللاتينية: Silene alba (Mill.) E. H. L. Krause subsp. alba)
- (باللاتينية: Silene alba subsp. divaricata (Rchb.) Walters)
- (باللاتينية: Silene alba subsp. eriocalycina (Boiss.) Walters)
- (باللاتينية: Silene alba subsp. mariziana (Gand.) Franco)
- (باللاتينية: Silene latifolia Poir. subsp. latifolia)
- (باللاتينية: Silene latifolia subsp. alba (Mill.) Greuter & Burdet)
- (باللاتينية: Silene latifolia subsp. eriocalycina (Boiss.) Greuter & Burdet)
- (باللاتينية: Silene latifolia subsp. mariziana (Gand.) Greuter & Burdet)
- (باللاتينية: Silene pratensis subsp. divaricata (Rchb.) McNeill & H. C. Prent.)
- (باللاتينية: Silene pratensis subsp. eriocalycina (Boiss.) McNeill & H. C. Prent.)
- (باللاتينية: Silene pratensis subsp. mariziana (Gand.) McNeill & H. C. Prent.)